# Genfrequentie
Genfrequentie of allelfrequentie is een getal om aan te geven hoe vaak een bepaald allel binnen een populatie voorkomt. Als een bepaald allel vaker voorkomt in een populatie, dan zal de genfrequentie voor dit allel vanzelfsprekend ook hoger zijn. De kans dat een bepaald allel door wordt gegeven aan de volgende generatie is af te lezen aan de genfrequentie. Dit geldt echter alleen maar als de dieren binnen een bepaalde populatie zich volledig willekeurig voortplanten.
De wet van Hardy-Weinberg bespreekt het verschijnsel dat genfrequenties gelijk blijven in grote populaties.